# It’s a Sin (Fernsehserie)
It’s a Sin (nach dem gleichnamigen Lied der Pet Shop Boys, zu deutsch Es ist eine Sünde; ursprünglich angekündigt als Boys, englisch für Jungs) ist eine britische fünfteilige LGBT-Miniserie von Russell T Davies über junge Schwule im London der 1980er-Jahre, die ab dem 22. Januar 2021 auf Channel 4 ausgestrahlt wurde. In Deutschland erfolgt die Veröffentlichung seit dem 20. Juni 2021 bei Starzplay. Die deutsche Free-TV-Premiere war am 7. Juli 2023 auf ZDFneo, wo alle fünf Episoden am Stück ausgestrahlt wurden.

## Handlung
Die fünf Episoden spielen jeweils in einem anderen Jahr zwischen 1981 und 1991 in London und folgen einer Gruppe von vier jungen Schwulen und ihrer heterosexuellen besten Freundin, die zusammen ein Apartment bezogen haben, das sie „Pink Palace“ nennen. Zu Beginn des Jahrzehnts werden Nachrichten aus den Vereinigten Staaten über die Krankheit AIDS noch als Gerüchte abgetan, bis sie auch im Vereinigten Königreich wütet, wobei sie von Ärzten als „Schwulenkrankheit“ vernachlässigt wird. Im Laufe der Zeit infizieren sich immer mehr Bekannte, Freunde und auch Mitglieder der Gruppe, es gibt die ersten Todesfälle. Zugleich wird seitens der Regierung unter Premierministerin Margaret Thatcher diskriminierende, homophobe Politik betrieben (siehe Clause 28). Die jungen Menschen beginnen daher, sich in der Lesben- und Schwulenbewegung zu engagieren. Doch die Krankheit holt die Gruppe immer mehr ein.

## Episodenliste
| Nr. | Deutscher Titel | Originaltitel | Erstausstrahlung UK | Deutschsprachige Erstausstrahlung (D) | Regie      | Drehbuch         |
| --- | --------------- | ------------- | ------------------- | ------------------------------------- | ---------- | ---------------- |
| 1 | Folge 1         | Episode 1     | 22. Jan. 2021       | 20. Juni 2021                         | Peter Hoar | Russell T Davies |
| September 1981: Ritchie kommt von der Isle of Wight zum Studieren nach London. In der Uni lernt er den attraktiven Ash und die quirlige Jill kennen. Roscoe, dessen christliche Familie aus Nigeria stammt und aus religiösen Gründen ein Problem mit seiner Homosexualität hat, flieht, als seine Familie ihn zur „Heilung“ nach Nigeria schicken will, aus dem Haus. Colin kommt aus Wales für eine Lehre bei einem Herrenschneider nach London. Er lernt seinen Kollegen Henry Coltrane und dessen Lebensgefährten kennen, die bald nacheinander von einer mysteriösen Krankheit befallen werden, an der Henry isoliert stirbt. Jill, Ash und Ritchie mieten ein Apartment, das sie „Pink Palace“ nennen und in dem auch Roscoe und Colin ein Zimmer beziehen. Ritchie bricht sein Jura-Studium ab, um seiner wahren Leidenschaft zu folgen und Schauspiel zu studieren. Während die Jungs der WG ihr Leben genießen, kommen immer öfter Meldungen über eine neue mysteriöse Krankheit, an der in den USA schon viele schwule Männer gestorben sind, doch zunächst werden die Berichte noch von vielen ignoriert und als Panikmache abgetan. |                 |               |                     |                                       |            |                  |
| 2 | Folge 2         | Episode 2     | 29. Jan. 2021       | 27. Juni 2021                         | Peter Hoar | Russell T Davies |
| Dezember 1983: Da Roscoe nicht an der Hochzeit seiner Schwester teilnehmen darf, beobachtet er aus der Ferne, wie sie die Kirche betritt. Als sie später ein Kind bekommt, besucht sie Roscoe, damit er das Kind sehen kann. Gregory (Spitzname: Gloria), ein Bekannter der WG, bittet Jill, für ihn einzukaufen, da er mit HIV infiziert ist, was sie jedoch niemandem erzählen soll. Nach einiger Zeit, in der sie sich um ihn gekümmert hat, holen seine Eltern ihn nach Hause, wo Gregory schließlich an den Folgen von AIDS stirbt. Colin darf auf eine Geschäftsreise mit seinem Boss nach New York City fahren, wo er auf dessen Annäherungen nicht eingeht. Seine Lehre wird ohne Weiteranstellung beendet, woraufhin er in einem Kopierladen neu anfängt. Nachdem Colin Jill aus den USA Berichte über AIDS mitgebracht hat, beginnt sie bei einer Telefonhilfe zu helfen, wo von der Krankheit Betroffene anrufen können. |                 |               |                     |                                       |            |                  |
| 3 | Folge 3         | Episode 3     | 5. Feb. 2021        | 4. Juli 2021                          | Peter Hoar | Russell T Davies |
| März 1986: Colin hat auf der Arbeit und später auch zu Hause einen epileptischen Anfall. Im Krankenhaus wird festgestellt, dass er an AIDS erkrankt ist, woraufhin er auf einer Station isoliert und eingeschlossen wird. Als seine Mutter die Diagnose erfährt und ihr gesagt wird, dass sie ihn nicht mitnehmen kann, schalten Jill und Ash eine Anwältin ein, durch die Colin aus der Isolation entlassen wird und besucht werden darf. Ritchie lernt bei Vorsprechen den jungen Schauspieler Donald kennen und die beiden werden ein Paar. Später entdeckt Ritchie an Donalds Rücken ein übergroßes Mal, wie es für AIDS-Kranke typisch ist, und die beiden verlieren den Kontakt. Als Ritchie eine Rolle erhält, erfährt er, dass eigentlich Donald die erste Wahl war, dass dieser jedoch London verlassen habe und wieder nach Hause gegangen sei. Seine Agentin sagt ihm, dass momentan viele junge Männer wieder nach Hause ziehen und man nie mehr etwas von ihnen hört, da sie sterben. Schließlich erhält die WG den Anruf, dass Colin gestorben ist. Besorgt lassen die Jungs sich testen. Ash und Roscoe erfahren ihr negatives Testergebnis und sind froh, sich nicht infiziert zu haben. Als Ritchies Name aufgerufen wird, verlässt er die Klinik, ohne sein Testergebnis zu erfahren. |                 |               |                     |                                       |            |                  |
| 4 | Folge 4         | Episode 4     | 12. Feb. 2021       | 11. Juli 2021                         | Peter Hoar | Russell T Davies |
| März 1988: Ritchie hatte nicht den Mut, sein Testergebnis zu erfahren. Obwohl er deshalb seinen HIV-Status nicht kennt, fürchtet er, sich mit dem HI-Virus infiziert zu haben. Er schluckt Vitamine, damit die Krankheit, falls er sich wirklich infiziert hat, nicht ausbricht. Als er sich noch mal testen lässt und die Diagnose erhält, das HI-Virus in sich zu haben, fährt er geschockt nach Hause. Er kann sich nicht überwinden, mit seinen Eltern zu sprechen, und flieht beim geplanten Abendessen in ein Pub. Dort trifft er einen alten Schulfreund, dem er gesteht, dass er früher in ihn verliebt war. Roscoe trifft einen Abgeordneten, um eine Gelegenheit zu erhalten, mit Margaret Thatcher zu sprechen, woraus aber nichts wird. Jill und Ash organisieren mit Freunden und Familie einen Die-in-Straßenprotest. Zunächst wollen Roscoe und Ritchie nicht teilnehmen, stoßen aber später doch dazu. Nachdem sie alle gewaltsam festgenommen werden, beichtet Ritchie im Polizeiwagen den anderen, dass er HIV-positiv ist. Doch er sagt ihnen, dass er den festen Willen hat, weiterzuleben. |                 |               |                     |                                       |            |                  |
| 5 | Folge 5         | Episode 5     | 19. Feb. 2021       | 18. Juli 2021                         | Peter Hoar | Russell T Davies |
| November 1991: Nach ersten Erfolgen als Schauspieler bricht bei Ritchie die Krankheit aus. Ash gesteht Ritchie, dass er ihn immer geliebt hat. Nach einem Sturz kommt Ritchie in ein Krankenhaus, wo überraschend auch seine Eltern auftauchen, denen er das erste Mal sagt, dass er schwul ist und AIDS hat. Seine Mutter wird damit konfrontiert, ihren Sohn nicht richtig gekannt zu haben, und gibt Jill die Schuld dafür. Roscoe begegnet im Krankenhaus seinem Vater, der ihn um Vergebung bittet. Ritchies Eltern holen ihren Sohn nach Hause auf die Isle of Wight und blocken alle Anrufe Jills ab. Durch Geld von Ritchies Agentin fahren Jill und Roscoe auf die Insel, wo sie sich in einer kleinen Frühstückspension einmieten, während Ash wegen seines Jobs als Lehrer nicht mitkommen kann. Obwohl Jill täglich bei Ritchies Mutter Valerie anruft und sie bittet, mit Ritchie sprechen oder ihn sehen zu dürfen, blockt diese weiterhin ab. Als sich Valerie eines Tages mit Jill trifft, gesteht sie ein, sich falsch verhalten zu haben. Sie sagt Jill, dass Ritchie sie sehen wollte, dass er jedoch einen Tag vorher gestorben sei. Jill macht ihr schwere Vorwürfe und sagt ihr, es sei die Schuld von Menschen wie ihr, dass Ritchie und so viele andere sich immer schuldig gefühlt hätten. Sie reist mit Roscoe zurück nach London zu Ash, wo Ritchies Freunde gemeinsam um ihn trauern und sich an die anderen Freunde erinnern, die an AIDS gestorben sind. |                 |               |                     |                                       |            |                  |

## Besetzung
Die deutschsprachige Synchronisation entstand nach Dialogbüchern und unter der Dialogregie von Stefan Krüger durch die Splendid Synchron GmbH in Berlin.

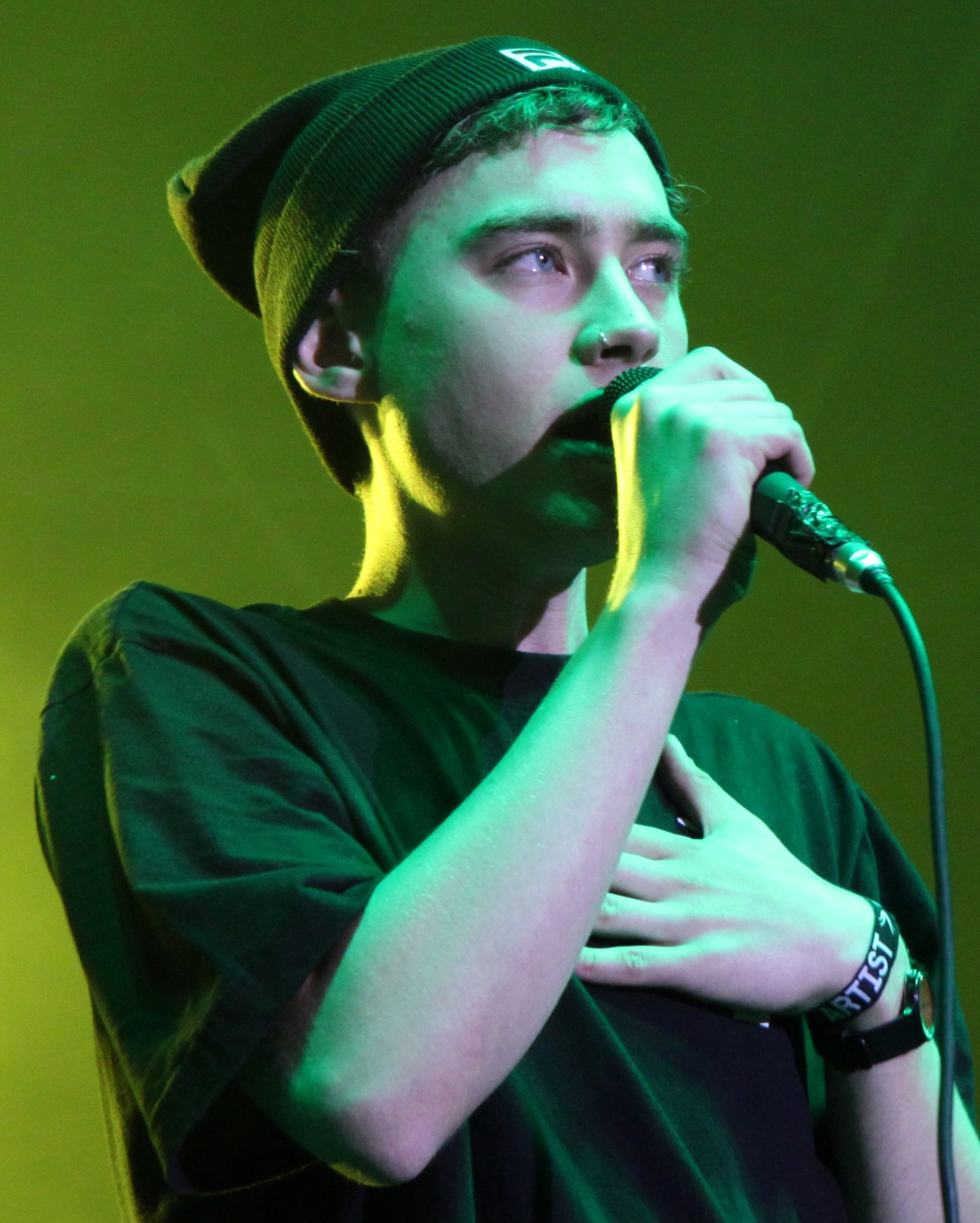
Hauptdarsteller ist der Sänger Olly Alexander.

| Rolle               | Folgen   | Darsteller           | Synchronsprecher  |
| Die WG              | Die WG   | Die WG               | Die WG            |
| ------------------- | -------- | -------------------- | ----------------- |
| Ritchie Tozer       | 1–5      | Olly Alexander       | Dirk Petrick      |
| Ash Mukherjee       | 1–5      | Nathaniel Curtis     | Jeremias Koschorz |
| Roscoe Babatunde    | 1–5      | Omari Douglas        | Marcel Mann       |
| Jill Baxter         | 1–5      | Lydia West           | Lydia Morgenstern |
| Colin Morris-Jones  | 1–3      | Callum Scott Howells | Christian Zeiger  |
| Familien            |          |                      |                   |
| Clive Tozer         | 1–5      | Shaun Dooley         | Lutz Schnell      |
| Valerie Tozer       | 1–5      | Keeley Hawes         | Marina Krogull    |
| Lucy Tozer          | 1–2, 4–5 | Toto Bruin           |                   |
| Rosa Babatunde      | 1–2, 5   | Michelle Greenidge   |                   |
| Solly Babatunde     | 1–2, 5   | Shaniqua Okwok       |                   |
| Oscar Babatunde     | 1–2, 5   | Delroy Brown         |                   |
| Christine Baxter    | 3–5      | Jill Nalder          |                   |
| Alan Baxter         | 4–5      | Steve Toussaint      | Johannes Berenz   |
| Eileen Morris-Jones | 1, 3–4   | Andria Doherty       |                   |
| Weitere (Auswahl)   |          |                      |                   |
| Grizzle             | 1–5      | Neil Ashton          | Alexander Hauff   |
| Gregory Finch       | 1–2      | David Carlyle        | Michael Ernst     |
| Carol Carter        | 1, 3, 5  | Tracy Ann Oberman    |                   |
| Mr. Hart            | 1–2      | Nicholas Blane       | Uli Krohm         |
| Mrs. Bowen          | 1–2      | Susan Brown          | Nina Herting      |
| Ross McKenzie       | 1, 3     | Dan Linney           |                   |
| Arthur Garrison     | 3–4      | Stephen Fry          | Helmut Gauß       |
| Lizbeth Farooqi     | 3–4      | Seyan Sarvan         |                   |
| Paul Jukes          | 4–5      | David Gregan-Jones   | Rainer Fritzsche  |
| Henry Coltrane      | 1        | Neil Patrick Harris  | Philipp Moog      |
| Donald Bassett      | 3        | Nathaniel Hall       |                   |
| Martin Pascoe       | 4        | Jonny Green          |                   |

## Hintergrund

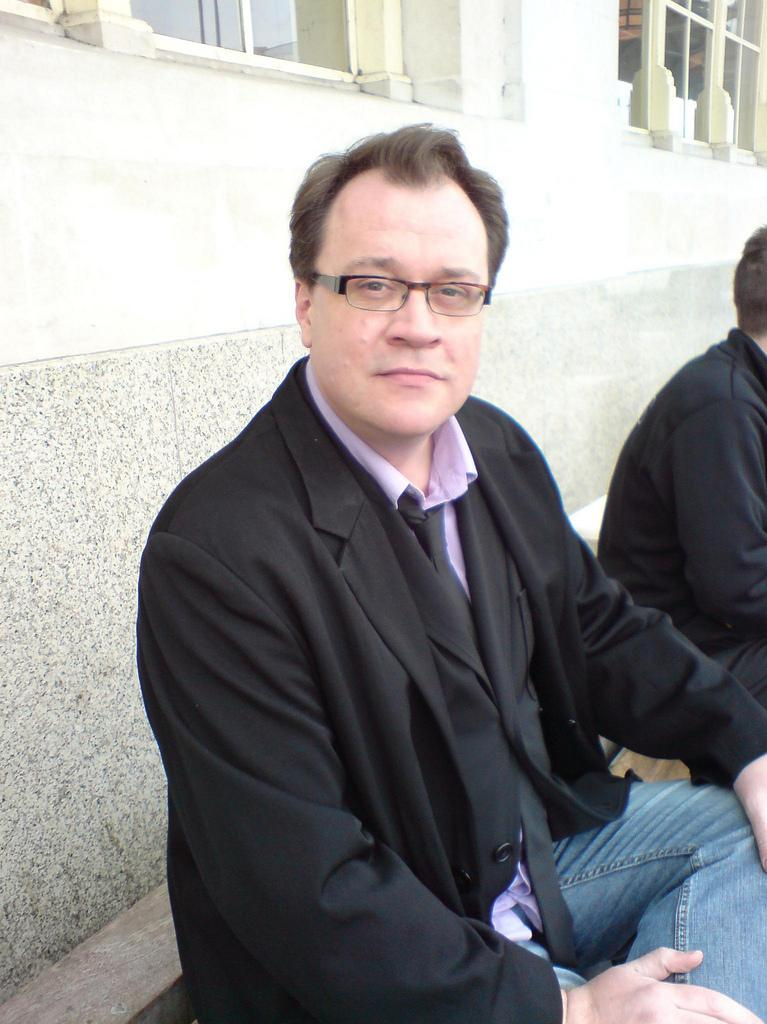
Der Serienautor schöpfte aus seinen eigenen Erfahrungen und seinem Freundeskreis in den 1980ern.

### Inspiration
Davies, der im Jahr 1981 selbst wie die Hauptfiguren 18 Jahre alt war und zur Universität ging, erzählte, dass vieles aus der Serie auf eigenen Erlebnissen, denen seiner Freunde und auf Geschichten aus der Zeit, die er gehört hatte, basiere. So seien seine schwulen Freunde nach London in ein Apartment in Hampstead gezogen, das sie „Pink Palace“ nannten. Die Figur Jill Baxter, verkörpert von Lydia West, ist inspiriert von seiner Freundin Jill Nalder, die in der Serie die Mutter dieser Figur darstellt. Von ihr stammt auch die Geschichte eines Mannes, dessen Eltern erst, als er mit AIDS im Krankenhaus lag, von seiner Homosexualität erfuhren. Davies, der ab 2005 Showrunner der Neuauflage von Doctor Who war, baute eine Szene, in der Olly Alexanders Figur als Schauspieler in einer Episode von Doctor Who gegen Daleks kämpft, als Tribut ein für den Schauspieler Dursley McLinden, der 1988 in dem Serial Remembrance of the Daleks (Die Hand des Omega) mitgespielt hatte und 1995 mit 30 Jahren an AIDS verstorben war. Der Sterbemoment der Figur Colin ist daran angelehnt, wie Davies den Tod seines Partners Andrew Smith erlebte, der 2018 an einem Hirntumor verstarb und vorher jahrelang von Davies gepflegt worden war: „Manchmal denke ich, ich bin ein Monster, aber das ist Andrews Tod.“ Den letzten Tod der Serie wiederum nicht zu zeigen bezeichnet Davies zwar als guten Twist, aber sagt auch: „Es ist eigentlich kein Trick, sondern der Punkt ist, dass es wirklich passierte. Im echten Leben passierte es unzählige Male – Freunde und Geliebte wurden nicht am Krankenbett Sterbender zugelassen. [...] Das Publikum geht durch eine ähnliche Erfahrung. Das ist, was es ist. Man will dabei sein, ihre letzten Worte hören, und es wird einem verweigert. Ich kenne Leute, die bis heute mit der Wut und diesem Verlust leben.“

### Entwicklung
Im Januar 2015 teilte Russell T Davies erstmals mit, dass er für Channel 4 an einer Dramaserie namens The Boys über AIDS in den 1980ern arbeite, die er eines seiner persönlichsten Projekte nannte, mit dem er darauf zurückblicke, wie er selbst auf das Thema AIDS reagiert hatte. Sie war ursprünglich mit acht Episoden geplant und wurde zunächst von Channel 4 abgelehnt, dann auch von BBC One und ITV, laut Davies, weil sie das Sterben von Menschen behandle. 2018 wurde beim Edinburgh International Television Festival schließlich die Serienbestellung durch Channel 4 verkündet. Der Sender verlangte zunächst eine Reduzierung auf vier Episoden, aber Davies’ fünfte Episode wurde dennoch angenommen. Außerdem hatte Davies eine finale sechste Episode geplant, aber nicht geschrieben, die die Figur Jill in der Gegenwart mit 55 Jahren begleitet hätte.
Mit Peter Hoar habe Davies für die Geschichte einen schwulen Regisseur gewollt, um sicherzugehen, dass die Kamera auf die richtigen Dinge schaue und intim sei. Die Hauptbesetzung der Serie besteht aus dem Years & Years-Sänger Olly Alexander, Lydia West, die für Davies bereits in Years and Years gespielt hatte, und den drei Newcomern Nathaniel Curtis, Omari Douglas und Callum Scott Howells. Prominente schwule Gaststars sind etwa Neil Patrick Harris und Stephen Fry. Alle der um die 40 bis 50 schwulen Sprechrollen wurden auch mit schwulen Schauspielern besetzt. Die Dreharbeiten begannen im Oktober 2019 in Manchester. Der Serientitel wurde im Oktober 2020, wahrscheinlich um eine Verwechslung mit der Serie The Boys zu vermeiden, zu It’s a Sin nach dem gleichnamigen Lied der Pet Shop Boys umbenannt.

## Veröffentlichung
Am 22. Januar 2021 begann die Ausstrahlung der Serie mit der ersten Episode auf Channel 4, während alle fünf Episoden beim Online-Dienst des Senders, All 4, erschienen. Am selben Tag veröffentlichte Olly Alexander mit Years & Years eine Coverversion des Liedes der Pet Shop Boys It’s a Sin.
In den Vereinigten Staaten erschien die Serie am 18. Februar 2021 auf der Streamingplattform HBO Max.
In Deutschland wurde die Serie ins Programm der 71. Internationalen Filmfestspiele Berlin (Sektion: Berlinale Series) aufgenommen. Die Ausstrahlungsrechte in Deutschland gingen im März an Starzplay. Starttermin der wöchentlichen Ausstrahlung war der 20. Juni 2021. Die deutsche Free-TV-Premiere war am 7. Juli 2023 bei dem Fernsehsender ZDFneo.

## Rezeption

### Zuschauerzahlen
Die erste Episode wurde bei der Ausstrahlung auf Channel 4 von 1,9 Millionen Zuschauern gesehen und war damit der erfolgreichste Start einer Dramaserie des Senders seit Deadwater Fell im Januar 2020 und das beste Ergebnis für ein Drama des Senders in der jüngeren Zielgruppe (16 bis 34 Jahre) seit drei Jahren. Auf der Online-Plattform des Senders All 4, wo alle Episoden auf einmal verfügbar waren, brachten sie es nach Berichten vom 2. Februar zusammengenommen auf 6,5 Millionen Sichtungen, was der Plattform mit dem Januar die bislang höchsten Monatszahlen bescherten.

### Rezensionen
Lucy Mangan vom Guardian vergibt fünf Sterne und nennt die Serie ein führendes Meisterwerk und eine Art Begleiter zu Davies’ früherer Serie Queer as Folk, die das Thema AIDS nicht behandelt hatte, was It’s a Sin tue, ohne etwas an Davies’ Gusto, Pietätlosigkeit, Freude und Raffinesse zu verlieren. Der Guardian ernannte sie im Dezember zur besten Serie 2021.
Louisa Mellor von Den of Geek schreibt: „Mit einer makellosen Besetzung angeführt von dem glänzenden Olly Alexander ist It’s a Sin Davies’ bislang beste Serie; ein freudvoller Tribut an verlorene Leben, der ein kochendes Urteil zu Ignoranz und Grausamkeit abliefert.“ Sie sei schmerzhaft anzuschauen, aber nicht erdrückend, was an den Helfern wie Jill liege.
Jamie Tabberer von dem Schwulen-Magazin Attitude hält sie für eine der besten schwulen Serien, die jemals gemacht wurden, und schreibt, es sei schwierig, einen Makel zu finden. „Sie ist ein kraftvoller, emotionaler, unterhaltsamer und lehrreicher Ritt, der engagierte Darstellungen, eine makellose Besetzung und ein tadelloses Drehbuch mit generationsübergreifendem Reiz aufweist, unterstrichen von Peter Hoars glänzende, kinoreife Regie.“
Patrick Heidmann von der Zeit schreibt: „It's a Sin funktioniert nun nicht zuletzt deswegen so gut, weil Davies und sein Regisseur Peter Hoar nicht experimentieren, sondern die Serie nach klassischen Melodrama-Mustern erzählen und dabei stets die Emotionen ihrer Zuschauerinnen und Zuschauer im Blick haben.“ Zu kritisieren sei etwa mangelnde Subtilität und die politische Dimension komme ihm etwas zu kurz. „Gleichzeitig ist es gerade Davies' Fokussierung auf seine eigene Erfahrungswelt jener Jahre, aus der die Serie ihre größten Stärken entwickelt. Denn die Wahrhaftigkeit, mit der It's a Sin als Zeitdokument funktioniert, aber auch allgemein den Weg queerer Selbstfindung nachzeichnet, sucht ihresgleichen. Nicht nur ist hier Platz für die tragischen Konsequenzen, die Homophobie, Ignoranz und Falschinformationen (auch innerhalb der LGBTQ-Community) für das Leben Tausender junger Männer hatte, sondern auch für Scham, Selbsthass oder quälende Versteckspiele innerhalb der Familie oder dem beruflichen Umfeld, die für viele queere Menschen vor und nach dem Coming-out zum Alltag gehören. Doch gleichzeitig ist die Serie eben auch eine stets humorvolle, mitunter fast euphorische Ode an die Freiheit, schwule Selbstermächtigung und queere Freundschaften.“
Ralf Döbele vergibt für fernsehserien.de 4,5 von 5 Sternen und schreibt, Davies stürme im positiven Sinne rücksichtslos auf sein Hauptthema zu und beleuchte es geschickt von allen Seiten. Es handle sich um schwere Kost und sei nicht leicht als Zuschauer zu sehen, wie Charaktere, die man innerhalb kürzester Zeit vollkommen ins Herz geschlossen hat, nach und nach auf unvorstellbar grausame Art und Weise zu Grunde gehen. Aber dennoch gelinge es aufgrund des grandiosen Timings und Humors, den Zuschauer nicht zerstört zurückzulassen. Die Serie sei „ohne Zweifel eines der besten Fernsehevents der letzten Jahre – ein Meisterwerk in der ohnehin bereits hochkarätigen Karriere des Russell T Davies.“
Mike Powelz bezeichnet die Serie anlässlich ihrer deutschen Free-TV-Premiere in der Programmzeitschrift Hörzu als „Absolut sehenswert“ und betont „HÖRZU verleiht das ‚Prädikat besonders wertvoll‘!“.

### Einfluss
Der Serie und der Werbung durch den Cast wird zugeschrieben, HIV und Tests wieder stärker ins Bewusstsein gebracht und dazu beigetragen zu haben, dass es einen Anstieg an Personen, die sich testen ließen, gab. So berichtete der Terrence Higgins Trust, dass in der nationalen HIV Test Week am Anfang Februar an einem einzelnen Tag 82.000 Personen einen Test anforderten, ein neuer Rekord, der zuvor 28.000 Personen betrug. Im Berlinale-Gespräch berichtete Davies, die Anzahl der HIV-Tests in Großbritannien sei seit der Ausstrahlung um 400 Prozent gestiegen.
Der Designer Philip Norman, der im April 2020 in Lambeth der erste HIV-positive Bürgermeister Großbritanniens wurde, entwarf ein T-Shirt mit dem Schriftzug „La.“ – die Begrüßung der Hauptfiguren. Pro verkauftem Exemplar wurden 20 Pfund an den Terrence Higgins Trust gespendet. Bereits einen Tag nach dem Verkaufsstart waren 10.000 Pfund eingenommen worden. Bis Ende Juni 2021 waren fast 30.000 T-Shirts verkauft und um die halbe Million Pfund für den Terrence Higgins Trust eingenommen worden.
David Opie schrieb für Digital Spy darüber, wie die Serie dabei helfe, schwulen Sex und seine Darstellung im Fernsehen zu normalisieren, etwa wenn Ritchie erkennt, dass er sich nicht dafür schämen müsse, schwulen Sex zu genießen und Spaß dabei zu haben, oder indem mit Mythen gebrochen und Tabus angegangen werden.

### Auszeichnungen
Die Serie wurde im Rahmen der Berlinale 2021 für den LGBTIQ-Preis Teddy Award nominiert.
Die RadioTimes ließ ihre TV 100 List für die größten Fernsehstars des Jahres 2021 von Russell T. Davies und Olly Alexander an den ersten beiden Spitzenplätzen anführen. Der Chefredakteur Morgan Jeffery erklärte, die Serie sei bei Weitem der eindeutige Gewinner und „ein wunderschöner Tribut an Leben, die an die AIDS-Epidemie verloren wurden.“ Außerdem landete Lydia West auf Platz 7 und Callum Scott Howells auf Platz 17.
Mit den meisten Nominierungen galt die Serie bei den BAFTA Television Awards als großer Favorit, aber erhielt letztlich keinen einzigen Preis, was in Reaktionen als verblüffender Schock wahrgenommen wurde. Stuart Heritage für den Guardian schrieb dazu: „Wenn jemand an die 2022er BAFTAs denkt, sind sie dazu bestimmt, sich nur an das schwere Versagen zu erinnern, eine der prägenden Serien der gesamten Channel-4-Geschichte anzuerkennen. It’s a Sin wurde beraubt und das ist eine Sünde.“

BAFTA Cymru Awards 2021
- Auszeichnung in der Kategorie Schauspieler für Callum Scott Howells
- Auszeichnung in der Kategorie Drehbuch für Russell T Davies

Edinburgh TV Awards 2021
- Auszeichnung in der Kategorie Bestes Drama
- Nominierung in der Kategorie Beste/r Schauspieler/in Drama für Keeley Hawes
- Nominierung in der Kategorie Breakthrough Talent für Callum Scott Howells, Olly Alexander und Omari Douglas

Festival de Télévision de Monte-Carlo 2021
- Goldene Nymphe als Beste Serie
- Goldene Nymphe an Lydia West als Beste Schauspielerin

National Television Awards 2021
- Auszeichnung in der Kategorie Neue Dramaserie
- Nominierung in der Kategorie Drama-Performance für Olly Alexander

Venice TV Award 2021
- Auszeichnung als Beste Serie

Seoul International Drama Awards 2021
- Auszeichnung als Bestes Drehbuch für Russell T Davies

BAFTA TV Awards
- Nominierung als Beste Miniserie
- Nominierung als Bester Hauptdarsteller für Olly Alexander
- Nominierung als Beste Hauptdarstellerin für Lydia West
- Nominierungen als Beste Nebendarsteller für David Carlyle, Omari Douglas und Callum Scott Howells

BAFTA TV Craft Awards 2022
- Auszeichnung als Bester Regisseur (Fiktion) für Peter Hoar
- Nominierung für Bestes Casting für Andy Pryor
- Nominierung als Bester Autor (Drama) für Russell T Davies
- Nominierung für Bestes Make-up und Hair-Design für Lin Davie und Laura Flynn
- Auszeichnung für Bester Schnitt (Fiktion) für Sarah Brewerton

Critics’ Choice Television Award 2022
- Nominierung als Beste Miniserie
- Nominierung als Bester Hauptdarsteller einer Miniserie, für Olly Alexander

GLAAD Media Award 2022
- Auszeichnung als Beste Miniserie

Independent Spirit Award 2022
- Nominierung als Beste neue Serie
- Nominierung als Beste männliche Darstellung in einer neuen Serie für Olly Alexander

RTS Programme Awards 2022
- Nominierung als Beste Schauspielerin für Keeley Hawes
- Auszeichnung als Bester Schauspieler für Callum Scott Howells, Nominierung für Olly Alexander
- Nominierung für den Breakthrough Award für Callum Scott Howells
- Auszeichnung als Beste Miniserie
- Auszeichnung als Bestes Drehbuch (Drama) an Russell T Davies

Visionary Honours 2022
- Auszeichnung als Serie des Jahres